# Albert Köppen
Karl Friedrich Albert Köppen, född 17 december 1822, död 1898, var en tysk jurist.
Köppen blev professor vid universiteten i Jena 1856, i Marburg 1857, i Würzburg 1864 och i Strassburg 1872. Hans huvudarbete, Der obligatorische Vertrag unter Abwesenden (1871), bildar slutpunkten för den äldre och utgångspunkten för den nyare doktrinen på avtalslärans område. Bland hans övriga verk kan nämnas System des heutigen römischen Erbrechts (1862–64), Lehrbuch des heutigen römischen Erbrechts (1886–88) och Der Fruchterwerb des bonæ fidei possessor (1872).